# Pantalla de radar
Los sistemas modernos de radar usan algún tipo de pantalla de barrido de trama para producir una imagen tipo carta geográfica. En el pasado, especialmente en sus primeras etapas, tales displays eran difíciles de producir por un número de razones. 

## Osciloscopios

Osciloscopio acoplado a dos fuentes de voltaje con dos ondas sinusoidales, produciendo un patrón circular en la pantalla

Todas las primeras pantallas de radar se construían usando osciloscopios adaptados con varias entradas. En un sentido general, los osciloscopios son tubo de rayos catódicos con tres "canales" de entrada, que son acoplados a fuentes de voltaje variable. Los voltajes se amplificaban y se enviaban dentro de uno de los magnetos de deflexión, o canales de "intensidad", que controlan la brillantez de los puntos en la pantalla. Todos esos canales también se equipaban con una fuente de voltaje sesgado (bias) que permitía poner el punto cero al setear. Variando los voltajes dentro de los canales, el haz catódico se podía mover alrededor, apareciendo como un punto en el display.
Los displays de radar usaban la salida de sus receptores de radio como uno de los canales. En los primeros displays esta salida era generalmente enviada tanto a los canales X o Y en orden a desplazar el punto en la pantalla para indicar un retorno. Más radares modernos usaban una antena rotativa para cubrir un gran área dl cielo, y en esos casos los canales X e Y se movían por electrónica esclava al movimiento mecánico de la antena. Las secciones debajo muestran los diferentes medios para que esas señales se acoplaran a los canales.

## A-scope
La pantalla original de radar era A-scope, que desplegaba el rango de blancos a lo largo de una escala.
Para dibujar en el A-scop, se usaba un generador de voltaje en ondas de hojas de sierra, acoplado al eje X de modo de accionar el osciloscopio a través de la pantalla a una velocidad fijada. El arranque del movimiento se dispara con la coincidencia con el arranque de un pulso de radar, y la velocidad del movimiento se ajustaba para alcanzar el lejano fin (típicamente del lado derecho) del display al finalizar el tiempo de retorno máximo del pulso.
La señal recibida amplificada se enviaba dentro del eje Y del osciloscopio, significando que cualquier señal retornada desplazaba el haz de salida, dibujando un "blip" (o un "pip"). La posición del blip a lo largo del eje X del display indicaba el rango del blanco, y generalmente se medía contra una escala debajo del display. El tamaño del blip daba alguna indicación del número y tamaño de los blancos. Esos displays también se referían como los R-scope', por rango scope.
Otra versión del A-scope se usaba en los primeros radares estadounidenses y alemanes, el J-scope. Eran similares en concepto al A-scope, pero eran circulares y señalaban el rango como un ángulo alrededor de la cara del display. No estaba enteramente claro que ventaja daba ese arreglo. Una versión electromecánica del display del J-scope se hizo común en pescadores con el medidor de profundidad hasta recientemente.
El HR-scope fue un A-scope modificado usado en algunos radares, en especial versiones del sistema sistema preventivo radárico de Gran Bretaña, 2ª Guerra Mundial. Se desplegaba el retorno de dos antenas en el mismo display, con las antenas desplazadas verticalmente. Comparando la fuerza de los dos "blips", podía estimarse la elevación con cierto grado de seguridad. El nombre refiere al acrónimo en inglés "height-range": "rango de alturas".
Una versión similarmente modificada del display A-scope fue comúnmente usada para radares de búsqueda en terreno, notablemente en radares ASV: acrónimo inglés para nave aire-superficie. En este caso dos antenas receptoras se usaban en frente de un reflector común, punteado ligeramente a izq. y der. del centro de la aeronave. Se recibía de ambos, usando dos antenas en corte lobular (lobe switching), y enviando a los lados izq. y der. del A-scope verticalmente orientado, y midiendo antes el rango. Sin embargo, el desplazamiento del blanco a los lados de la aeronave podría resultar en que el retorno fuera más fuerte en un lado más que en el otror, causando un "blip" en el lado más fuerte. Esyo permitía al operador de radar indicar fácilmente dirección de intercepción del blanco. Estos tipos de displays eran nombrados como ASV-scopes, aunque el nombr no fuera universal.

## B-Scope
Un B-scope da representaciones en 2-D "arriba-abajo" del espacio, con el eje vertical típicamente representando el rango, y el eje horizontal el acimut (ángulo). El B-scope desplegado en los radares aéreos en los 1950s-1960, hacía mecánicamente el escaneado de lado a lado, y a veces de arriba-abajo. El B-scope representaba una "lámina" del espacio aéreo enfrente de la aeronave, por los ángulos de "tracking" del radar. El punto se marcaba en el eje Y de manera similar al A-scope horizontal, con distancias del display que indicaban más grandes rangos. Esa señal se mezclaba con el voltaje variante, que era generado con un aparato mecánico que dependía de la ubicación de la antena. Lo que resultaba era esencialmente un A-scope cuyas líneas de rango rotaban hacia un punto cero en la base del display. La señal de radio se enviaba a un canal de intensidad, produciendo un punto brillante en el display que indicaba returnos.
Un E-scope es esencialmente un B-scope desarrollando rango vs. elevación, más que rango vs. acimut. Son idénticos operando al B-scope, el nombre simplemente indica "elevación". Los E-scopes se usan típicamente con "radares de encuentro en altura", que son similares a los radares clásicos, pero puesto a escanear verticalmente en vez de horizontalmente, llamándoselos "radares nodulares" por el movimiento de su antena. El tubo de pantalla era generalmente rotado 90° para ajustarlo al eje de elevación vertical, de tal modo de dar más obvia correlación entre el display y el "mundo real". Esos displays eran referidos como indicador de rango de altura, o RHI, pero para evitar toda confusión como B-scope.
E H-scope es otra modificación del concepto B-scope, aunque desplegaba elevación tan bien como acimut y rango. La información de elevación se presentaba por dibujo de un segundo "blip", desde el indicador de blancos a una corta distancia, la pendiente de la línea entre los dos indicadores de blips y la elevación relativa al radar. Por ej., si el blip se desplazaba directamente a la derecha, indicaba que el blanco iba en la misma elevación como el radar. La compensación se creaba dividiendo la señal de radio en dos, y retardando una ligeramente, para que apareciera desplazada en el display. El ángulo se ajustaba retardando el tiempo de la señal via un retardo, y la longitud del retardo se controlaba variando el voltaje con la posición vertical de la antena. Esa suerte de display de elevación se podía agregar a la mayoría de cualquiera de los otros displays, y se los referenciaba como display "doble dot".

## C-Scope
Los displays C-scope mostraban una vista a "ojodebuey" de acimut vs. elevación. El "blip" se desplegaba indicando la dirección del blanco al eje central del radar, o más comúnmente, a la aeronave o arma si la portaba. Se los conocía como "indicadores de movimiento spot", tal movimiento acompañaba al blip del blanco. El rango típicamente se desplegaba separadamente en esos casos, con frecuencia como un número al lado del display.
Muy idéntico era al C-scope es el G-scope, que sobrepone una representación gráfica del rango al blanco. Se representaba con una línea horizontal que "crecía" desde el indicador de blanco "blip", para formar un diagrama tipo ala. Las alas crecía en longitud a más cortas distancias indicando que el blanco estaba más cerca. Un indicador de rango "dispare ahora" se suministaba también, consistiendo en dos líneas verticales cortas centradas en la mitad del display. Para hacer una intercepción, el piloto guía su nave hasta que el blip se centra, y luego se aproxima hasta que las "alas" llenan el área entre los marcadores de rango. Ese display recreaba un sistema comúnmente usado en visores, donde el piloto miraba el blanco a través de una "cruz" de hilos, disparando, cuando el blanco llenaba el área central. Este sistema permitía al piloto estimar el rango al blanco. En ese caso, sin embargo, el rango se medía directamente con el radar, y el display realizaba una mímica del sistema óptico para coordinar los dos sistemas.

## Plan Position Indicator, PPI
El display del PPI provee una imagen 2-D del espacio aéreo alrededor del sitio de radar. La distancia al centro del display indica rango, y el ángulo alrededor del display es el acimut al blanco. La posición de la antena de radar es típicamente indicada por una línea extendiéndose del centro hacia la periferia del display, que rota a lo largo con la antena, en tiempo real. El display de PPI es lo que normalmente la gente piensa de un display de radar en general, y fue universalmente usado en el control del tráfico aéreo hasta la introducción del display de gráfico rasterizado en los 1990s.
Los displays de PPI actuales son bastante similares a los A-scopes en operación. Como con la mayoría de los displays de radar en 2D, la salida del receptor de radio se acoplaba al canal de intensidad par producir un brillante punto indicador de retornos. En el A-scope un generador de voltaje en diente de sierra se acoplaba al movimiento del eje X con un punto que atravesaba la pantalla, y en el PPI la salida de dos de tales generadores se usan para rotar la línea alrededor de la pantalla. Algunos sistemas tempranos eran mecánicos, físicamente giraban con magnetos de deflección, pero la electrónica necesaria para hacer esto en "estado sólido" no es particularmente complejo, por lo que se usó desde principios de los 1940s.

## Escaneador Beta Scope

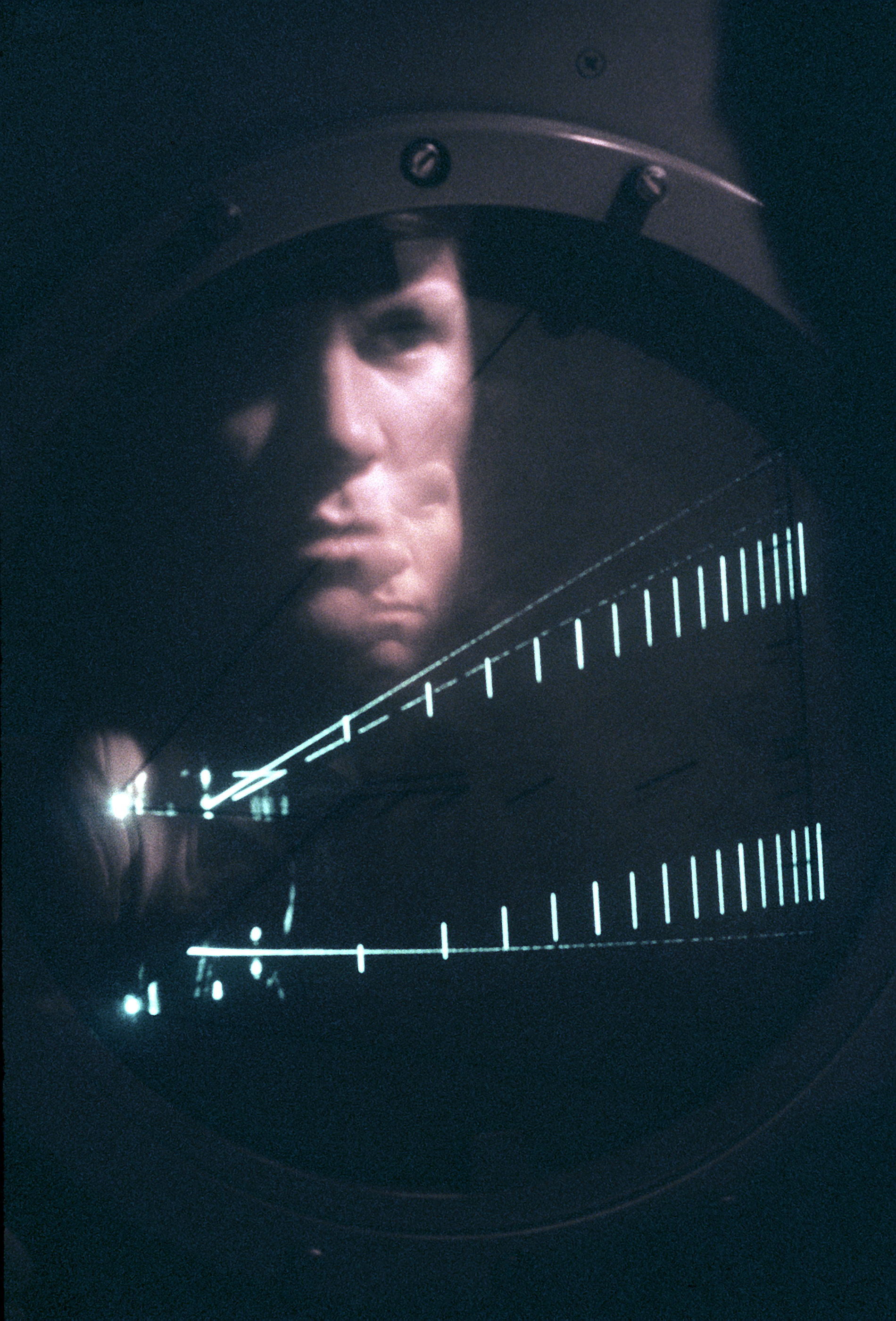
Un escaneador Beta. Las líneas largas corriendo en diagonal a través de la pantalla representan el medio de la pendiente, las barras verticales son marcadores de distancia, y las líneas punteadas (justo visibles) representan la "máxima distancia de seguridad" que una aeronave puede perderse. La distancia entre esos marcadores y la línea central decrece estrechamente al punto de aterrizaje

El especializado "escaneador Beta Scope" fue usado para los sistemas de radar de aproximación de precisión. Se despliegan dos líneas en el mismo display, la superior muestra la aproximación vertical (sistema de aterrizaje instrumental, "ILS"), y el inferior la aproximación horizontal. Un marcador indica el punto deseado de aterrizaje en la pista, y con frecuencia las líneas se angulan hacia la mitad de la pantalla para mostrar esa ubicación. Un solo "blip" es también prsentado, sobreimpuesto en ambas líneas, y las señales se generan de antenas separadas. La desviación de la línea central de la aproximación puede verse y fácilmente ser asumida por el piloto.